# MF Doom
MF Doom, także: Viktor Vaughn, King Geedorah i Metal Fingers właśc. Daniel Dumile (/ˈduːməleɪ/) (ur. 13 lipca 1971 w Londynie, zm. 31 października 2020) – brytyjsko-amerykański artysta hip-hopowy pochodzenia trynidadzko-zimbabwejskiego. Na jego lirykę ogromny wpływ wywarły amerykańskie komiksy (w szczególności Fantastyczna Czwórka i ich walka z Dr. Doomem).

## Charakterystyka twórczości
Będąc pod pseudonimem MF Doom występował w metalowej masce zakrywającą całą jego twarz, która ma upodabniać go do Doctora Dooma. Dzięki swoim ekscentrycznym tekstom uważany był za jednego z najpopularniejszych artystów podziemnego hip-hopu. Znany był również z wprowadzania humoru do czasem zbyt poważnych tekstów i ciężkich podkładów. Prezentował swoją sztukę w Nuyorican Poets Cafe. 

## Śmierć
Zmarł 31 października 2020 w wieku 49 lat z powodu niedotlenienia mózgu spowodowanego przez leki na nadciśnienie. O śmierci muzyka poinformowała dwa miesiące później na Instagramie jego żona, Jasmine.

## Kariera aktorska
W 2016 MF Doom pojawił się w filmie "Less Miserable" grając rolę bezdomnego.

## Dyskografia

### Albumy solowe
DOOM
- Born Like This (2009)
- Unexpected Guests (2009)

MF DOOM
- Operation: Doomsday (1999)
- MM..Food? (2004)
- Special Blends Volume 1 & 2 (2004)
- Live from Planet X (2005)
- Expektoration (2010)

Viktor Vaughn
- Vaudeville Villain (2003)
- Venomous Villain (2004)

King Geedorah
- Take Me to Your Leader (2003)

Metal Fingers
- Special Herbs, Vol. 1 (2001)
- Special Herbs, Vol. 2 (2002)
- Special Herbs, Vol. 3 (2003)
- Special Herbs, Vol. 4 (2003)
- Special Herbs, Vols. 4, 5 & 6 (2003)
- Special Herbs, Vols. 5 & 6 (2004)
- Special Herbs, Vols. 7 & 8 (2004)
- Special Herbs, Vols. 9 & 0 (2005)
- Special Herbs: The Box Set Vol. 0-9 (2006)

The SuperVillain
- Special Blends Volume 1&2 (2004)

### Współpraca
KMD
- Mr. Hood (1991)
- Black Bastards Ruffs + Rares (1998)
- Black Bastards (2001)

MF Grimm & MF DOOM
- MF EP (2000)
- Special Herbs and Spices Volume 1 (2004)

Monsta Island Czars
- Escape from Monsta Island! (2003)

Madvillain
- Madvillainy (2004)
- Madvillainy 2: The Madlib Remix (2008)

Danger Doom
- The Mouse and The Mask (2005)
- Occult Hymn (2006)

MF DOOM & Trunks
- Unicron (2008)

DillaGhostDoom
- Sniperlite (2008)

MF Borat
- The Mask and The Moustache (2010)

JJ DOOM
- Key to the Kuffs (2012)

NehruvianDOOM
- NehruvianDOOM (2014)